# 金应熙
金应熙（1919年—1991年），男，广东广州人，中国历史学家，曾任广东省社会科学院副院长，中国史学会理事。